# Formation professionnelle
Ne doit pas être confondu avec Enseignement professionnel.
Pour les articles homonymes, voir Formation.
La formation professionnelle est le processus d'apprentissage qui permet à un salarié ou un demandeur d'emploi d'acquérir le savoir, le savoir-faire et le savoir-être (capacité et aptitude) nécessaires à l'exercice d'un métier ou d'une activité professionnelle.
La formation professionnelle s’apparente beaucoup à la formation continue mais elle est bien distincte de cette dernière. En effet, elle vise à gagner de nouvelles compétences nécessaires à une évolution ou à un changement de métier. Les formations professionnelles peuvent s’inscrire dans le plan de formation de votre entreprise ou émaner de votre demande personnelle.
Selon les cas la formation peut être purement théorique ou comporter aussi une partie pratique (de base ou sous forme de période d’apprentissage). La formation théorique peut être délivrée de différentes manières telles que des cours magistraux ou à l'aide d'outils pédagogiques. Que ce soit dans un but d'évolution ou de changement de métier, la formation professionnelle peut être une étape cruciale de développement.

## France
La formation professionnelle est un droit pour les salariés et demandeurs d’emploi en France afin de leur permettre de renforcer leurs compétences et d’évoluer tout au long de leur vie professionnelle à travers leur compte personnel de formation. La formation professionnelle s’adresse, aux personnes actives, aux personnes en reconversion professionnelle souhaitant changer de métier, aux personnes ayant perdu leur emploi et qui bénéficient d’un plan de sécurisation ou de retour à l’emploi, aux personnes au chômage qui souhaitent se former dans un domaine pour intégrer le marché du travail.
La demande de formation peut émaner du salarié, de l'employeur ou de Pôle emploi.
La formation professionnelle ne se limite pas à une simple transmission de connaissances. Elle comprend aussi une formulation des programmes, des dispositifs et des méthodes de formations que les secteurs universitaires, plus exclusivement disciplinaires connaissent peu. A ce titre, elles sont plus complexes, plus sujettes à des conflits de rôle et donnent lieu à une division du travail de formation entre plusieurs acteurs occupant des positions différentes dans le champ de la formation. 
Dans une enquête publiée en mars 2024, le Céreq analyse les pratiques des entreprises françaises. En 2020, comme tous les pays d’Europe, la France a maintenu son effort de formation malgré la crise sanitaire. Les pratiques de formation se sont néanmoins modifiées, les entreprises françaises se distinguant par leur capacité à s’adapter au contexte et à profiter des dispositifs publics. En 2020, les entreprises françaises ont su s'adapter au contexte de crise en recourant davantage aux formations en situation de travail (39 % des entreprises) et à l'apprentissage. Les données pour 2021 (24,5 %) montrent que l’augmentation du recours aux formations en situation de travail était plus conjoncturelle que structurelle et les cours et stages ont confirmé leur forte prégnance en 2021 (52 % des salariés y ont eu accès contre 47 % en 2020). 

### Modalités et financement de la formation
Les actions de formation peuvent être financées par des fonds publics, mutualisés ou privés, avec un contrôle strict des organismes formateurs. La formation peut se dérouler en présentiel, à distance (FOAD) ou en situation de travail, sous certaines conditions pédagogiques.
Depuis 2022, le financement de la formation professionnelle repose sur une contribution unique des entreprises, collectée par l’URSSAF et redistribuée via les opérateurs de compétences (OPCO), afin de garantir l’accès à la formation aux salariés, notamment dans les petites entreprises.